# Osterhase

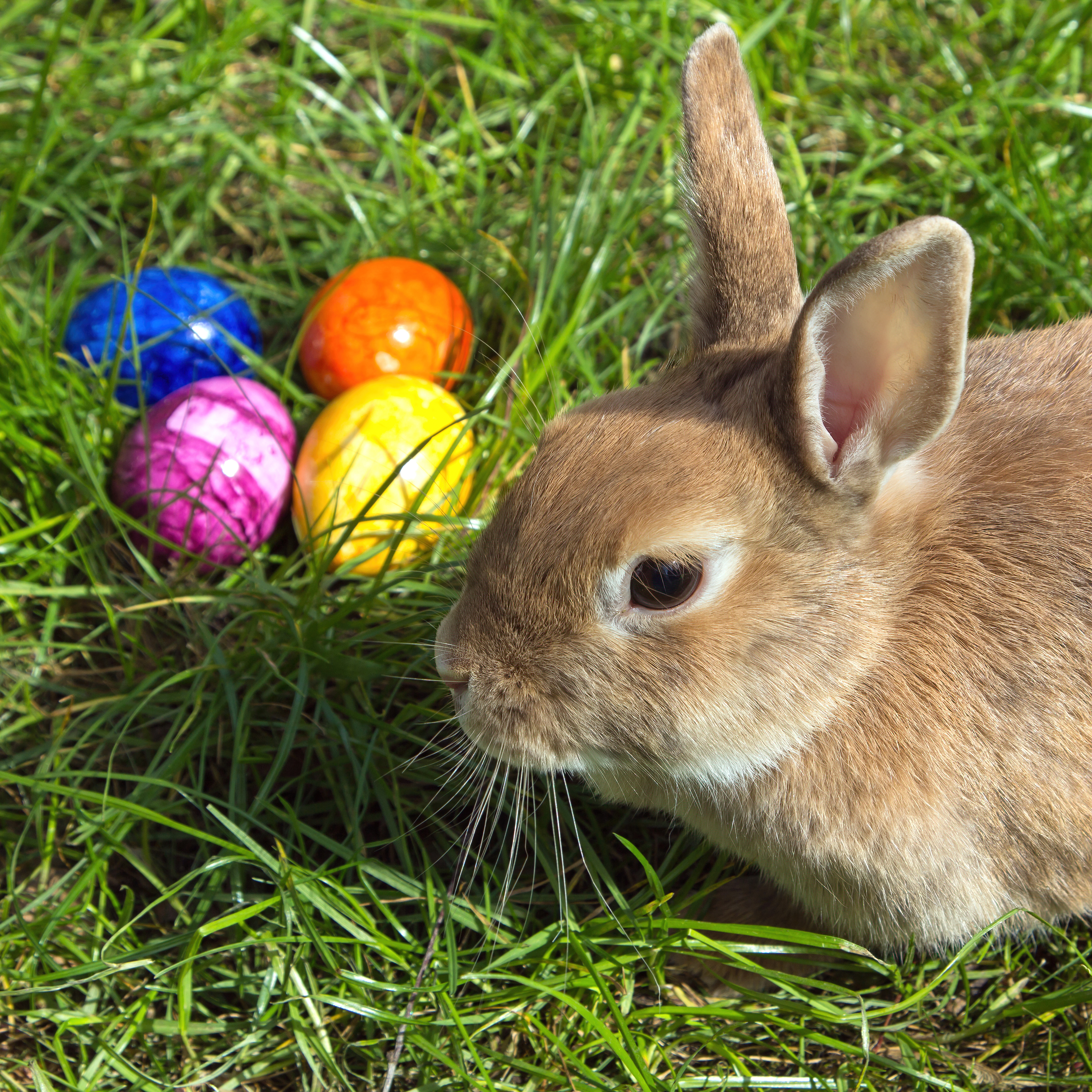
Kaninchen mit Ostereiern

Der Osterhase ist im Osterbrauchtum ein vorgestellter Hase, der zu Ostern Eier bemalt und im Garten versteckt. Die Ostereier werden am Morgen des Ostersonntags von den Kindern gesucht. Das Motiv des Osterhasen hat sich in neuerer Zeit in der populären Kultur des Osterfestes auch durch seine kommerzielle Verwendung ausgebreitet und frühere Überbringer des Ostereies weithin verdrängt.

## Herkunft

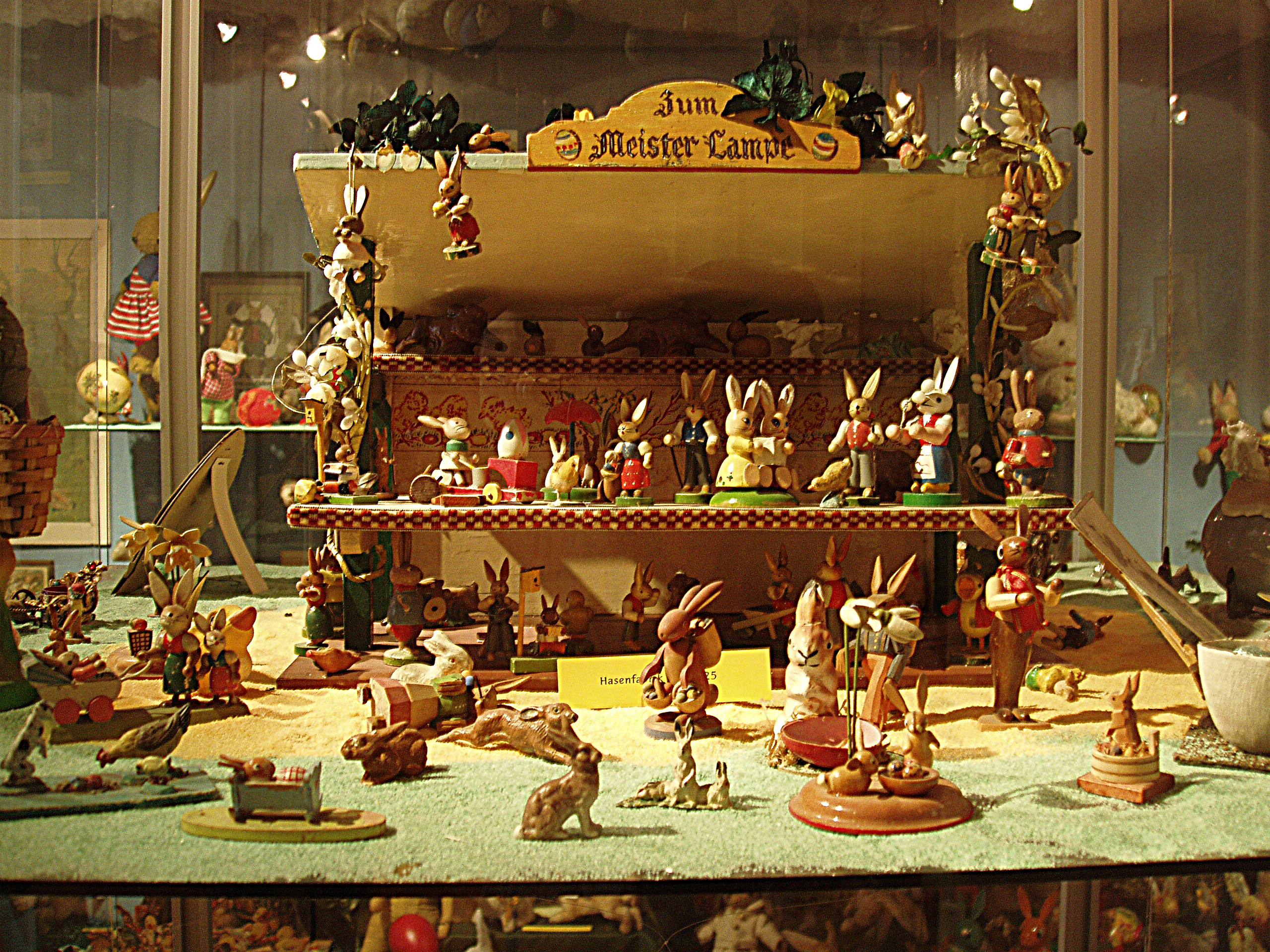
Oster- und andere Hasen in allen Variationen in der Sammlung des Osterhasen-Museums im Zentrum für Außergewöhnliche Museen

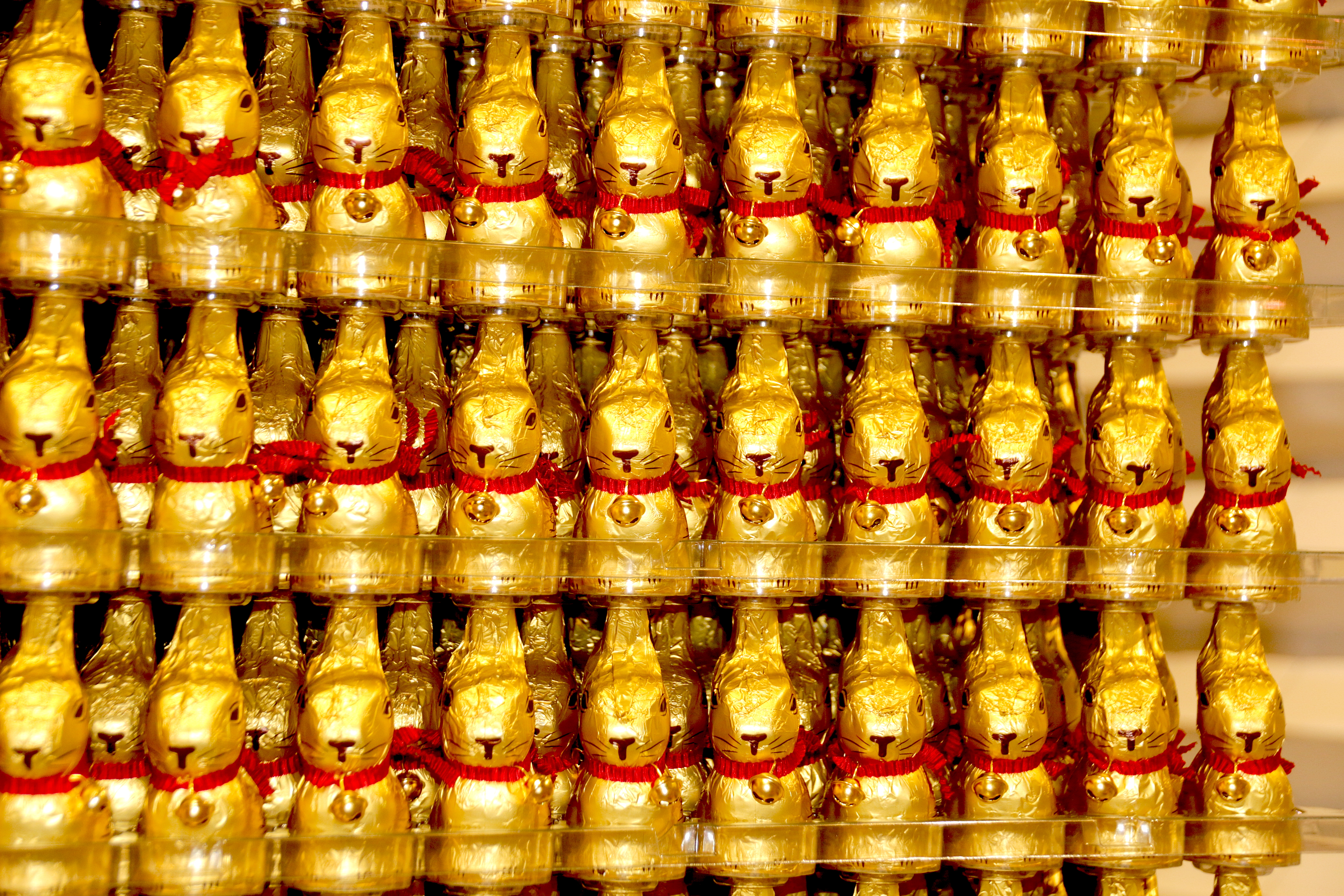
Traditionelle Schokolade-Osterhasen, wie sie zur Osterzeit weltweit verkauft werden.

Der Osterhase wird – soweit bekannt – zum ersten Mal in der Dissertation des Frankfurter Arztes Johannes Richier erwähnt, der bei dem angesehenen Heidelberger Medizinprofessor Georg Franck von Franckenau im Jahr 1682 mit der Abhandlung „De ovis paschalibus – von Oster-Eyern“ promoviert wurde. Der Sohn des aus Glaubensgründen aus Frankreich geflüchteten Pastors Jean Richier schildert für Oberdeutschland, Pfalz, Elsass und angrenzende Gebiete sowie Westfalen einen Brauch, wonach ein Oster-Hase die Eier lege (ova excludere) und in Gärten im Gras, Gesträuch usw. verstecke, wo sie unter Gelächter und zum Vergnügen der Erwachsenen (cum risu et iucunditate seniorum) von den Kindern eifrig gesucht würden. Dass der Osterhase die Eier verstecke, nennt er „eine Fabel, die man Einfältigen und Kindern aufbindet“ (fabula, que simplicioribus et infantibus imponunt).
Der Grund für den kräftigen Aufschwung, den der Osterhasen-Glaube schließlich im 19. Jahrhundert nahm, ist nach Auffassung der Kulturwissenschaft in der industriellen Herstellung von billigem Rübenzucker zu finden, wodurch die Produktion von erschwinglichen Schokoladenhasen und -eiern erst möglich wurde.
Die Verbindung des christlichen Osterfestes mit dem Ei als Symbol ist für verschiedene europäische Länder spätestens aus dem Mittelalter bekannt, möglicherweise auch früher anzusetzen. Es gibt daneben seit Ambrosius auch eine ältere Deutung des Hasen als Auferstehungssymbol. Die vielfältige christliche Hasensymbolik fand im Mittelalter in vielen Bildwerken ihren Ausdruck, siehe Hase in der Kunst. Die Verbindung des Hasen mit dem österlichen Eierbrauch ist jedoch noch unklar, auch wenn die Fruchtbarkeit der Hasen für sich allein eine enge Verbindung zum Frühling hat. Folgende Hypothesen werden gerne angeführt:
1. Einige frühe bemalte Ostereier zeigen das Dreihasenbild – eine Darstellung von drei Hasen mit lediglich drei Ohren insgesamt, bei denen aufgrund der „Doppelverwendung“ von Ohren dennoch jeder Hase zwei Ohren hat; dies ist heute ein bekanntes Symbol für die Dreieinigkeit (die ursprüngliche Bedeutung ist unklar). Eventuell könnte man von dieser Darstellung auf den Hasen als Eierlieferant gekommen sein.
2. An einer Stelle der Bibel, dem Ps 104,18 EU, wird in älteren Übersetzungen von „Hasen“ gesprochen.[7] Grund dafür war die lateinische Übersetzung von Spr 30,26 EU, in der Hieronymus das hebräische „schafan“ (Klippschliefer) mit „lepusculus“ (Häschen) übersetzte.[8] Seit der Spätantike wurde diese Stelle als Symbol für den schwachen Menschen (Hase) interpretiert, der seine Zuflucht im Felsen (Christus) sucht. Diese Auslegung begründete die Hasensymbolik in der christlichen Ikonographie.

## Glaube an den Osterhasen
Die Existenz des Osterhasen lässt sich wissenschaftlich nicht zweifelsfrei widerlegen, sondern wie alle Existenzaussagen nur entkräften. Gleichwohl gilt sie als sehr unwahrscheinlich. Dennoch wird es weithin als unschädlich angesehen, kleineren Kindern die Vorstellung zu vermitteln, der Osterhase bringe Eier und Süßigkeiten zum Osterfest. Nach Auffassung von Psychologen rege diese Illusion die Fantasie an und unterstütze die kognitive Entwicklung. Allerdings sollten kritische Fragen und Zweifel der Kinder unterstützt werden, sodass der Glaube an den Osterhasen auch durch den Austausch mit anderen Kindern schließlich von selbst verschwindet.

## Osterhase international
Durch deutschsprachige Auswanderer wurde der Osterhase auch außerhalb Europas verbreitet. Insbesondere in den USA hat er eine gewisse Popularität gewonnen. Im Englischen überwiegt dabei die Bezeichnung „Easter Bunny“ gegenüber der wörtlichen Übersetzung „Easter Hare“, sodass die Figur häufig als Kaninchen verstanden wird.

## Osterhasenpostamt
In Deutschland gibt es, ähnlich wie zur Weihnachtszeit das Weihnachtspostamt, auch zu Ostern drei Orte, an denen Briefe an den Osterhasen beantwortet werden, wenn sie rechtzeitig an eine der folgenden Adressen gesendet werden:
| Osterpostamt /-filiale | Bundesland     | Adresse                                                                                | Betreiber                                                                                      |
| ---------------------- | -------------- | -------------------------------------------------------------------------------------- | ---------------------------------------------------------------------------------------------- |
| Ostereistedt           | Niedersachsen  | Hanni Hase Am Waldrand 12 27404 Ostereistedt                                           | Samtgemeinde Selsingen                                                                         |
| Eibau                  | Sachsen        | Olli Osterhase Oberlausitzer Osterhasenpostamt OT Eibau Hauptstraße 214a 02739 Kottmar | KiEZ Querxenland gGmbH, Seifhennersdorf, Oberlausitz Träger: Querxenland Seifhennersdorf e. V. |
| Osterhausen            | Sachsen-Anhalt | Osterhase Siedlungsstraße 2 06295 Osterhausen                                          | Kindertagesstätte Gänseblümchen mit finanzieller Unterstützung der Stadt Eisleben              |

## Osterhasenmuseum
In München befand sich im Zentrum für Außergewöhnliche Museen, bis zur Schließung im Jahre 2005, ein Museum über Osterhasen.

## Osterhase in Medien
Zu den Filmen über Osterhasen gehört Maxwell, der mutige Osterhase (1996). Die moderne Ausprägung des Osterhasen wurde 2011 im Film Hop – Osterhase oder Superstar? (2011) aufbereitet. Viele Kinderlieder nehmen den Osterhasen in den Text, wie „Stups, der kleine Osterhase“.

## Andere Ostereierüberbringer

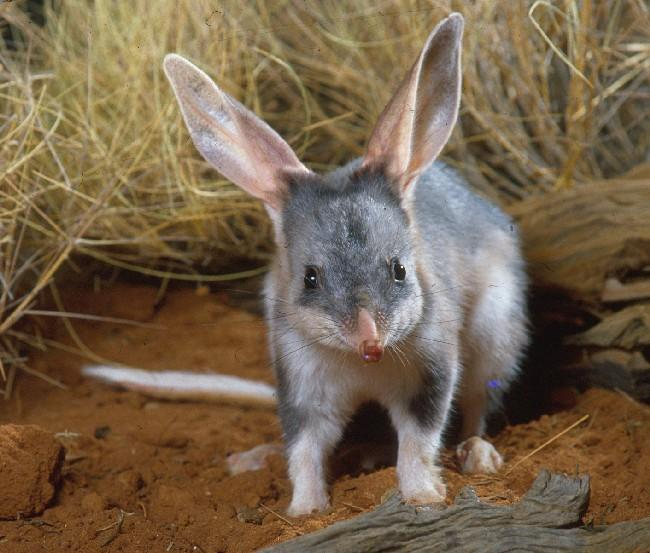
Großer Kaninchennasenbeutler

In einigen Teilen der Schweiz, etwa im Emmental, war noch im 19. Jahrhundert der Kuckuck der Eierlieferant, in Teilen von Westfalen war es der Osterfuchs, in Thüringen brachte der Storch und in Böhmen der Hahn die Eier zum Osterfest. Weiterhin gab es die Vorstellung, dass die Kirchenglocken, die am Gründonnerstag nach Rom fliegen, die Ostereier bei ihrer Rückkehr in der Osternacht von dort mitbringen.
In Australien wird seit den 1970er-Jahren dem „Easter Bunny“ ein „Easter Bilby“ zur Seite gestellt. Damit soll auf die – nicht zuletzt durch die Ausbreitung der europäischen Kaninchen – bedrohte Tierart Großer Kaninchennasenbeutler („Bilby“) hingewiesen und durch Verkauf von Schokoladenbilbies Geldmittel für einen Erhaltungsfonds gesammelt werden.
In Finnland spielt der Osterhase nicht so eine große Rolle, denn die bunten Ostereier bringt gemäß finnischer Ostertradition der Osterhahn (finn. Pääsiäiskukko). Außerdem ist es in Finnland Tradition, dass am Palmsonntag (in Westfinnland am Karsamstag) Kinder, vor allem kleine Mädchen, als Osterhexen verkleidet durch die Nachbarschaft ziehen. Mit dabei haben bunte geschmückte Birken- und Weidenkätzchenzweige. An jeder Türschwelle vergeben sie an den Hausbesitzer oder Bewohner wohlwollende, gutgemeinte Schutzreime, wie Virvon varvon tuoreeks terveeks tulevaks vuodeks, vitsa sulle palkka mulle, um die bösen Geister zu vertreiben. Übersetzt heißt der Spruch soviel, wie: „Ich winke mit dem Zweig für ein frisches gesundes, kommendes Jahr – ein Zweig für dich, ein Entgelt für mich!“